# Dominikanerkloster Rottweil

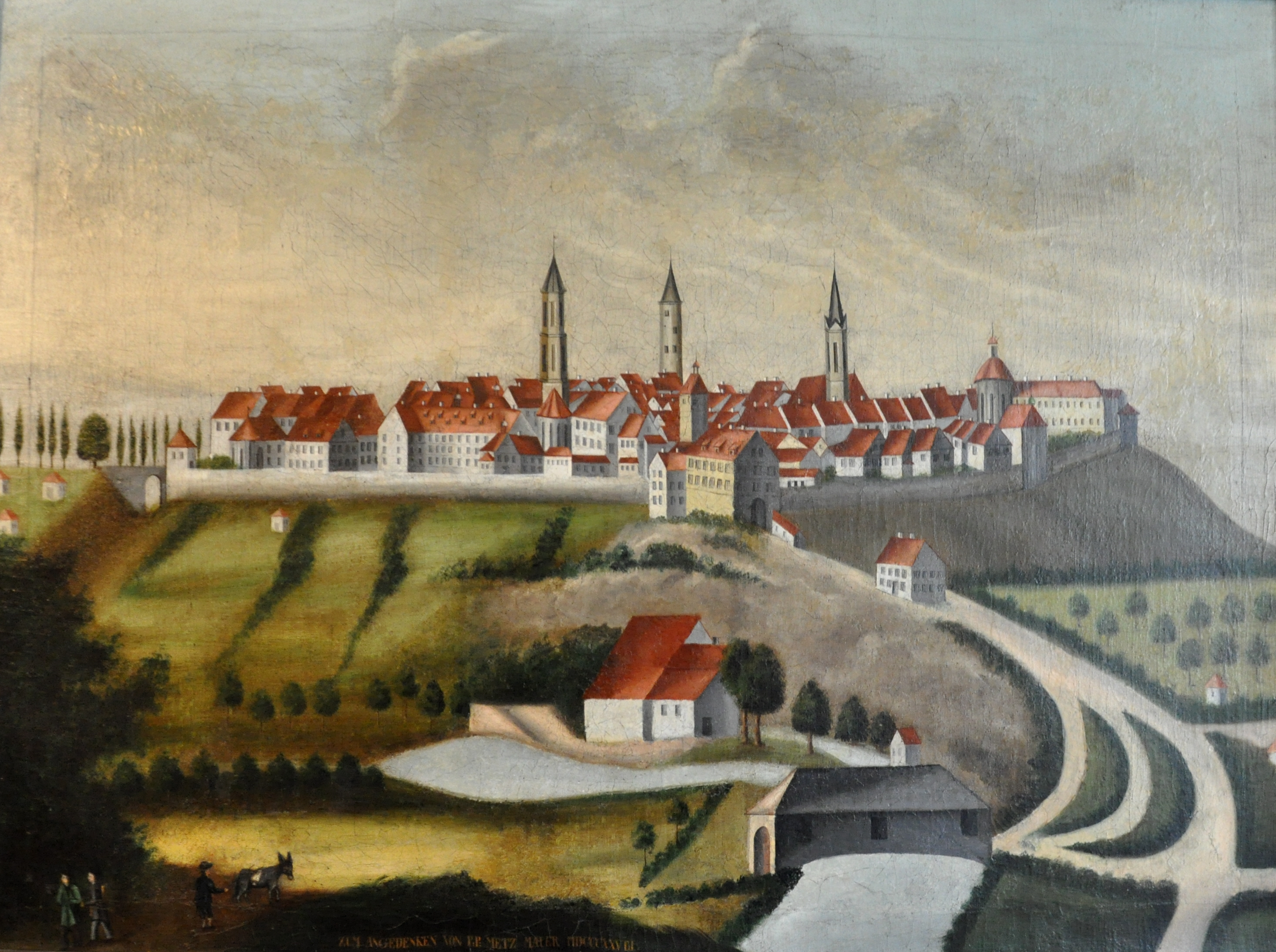
Ostansicht von Rottweil mit dem ehemaligen Dominikanerkloster (im Bild ganz rechts), P. P. Metz, 1828

Das Dominikanerkloster Rottweil war ein Kloster der Dominikaner in Rottweil. Hier befindet sich seit 1992 das Dominikanermuseum Rottweil.

## Geschichte

### Anfänge
Die Anfänge des Rottweiler Predigerkonvents erfolgten vermutlich von Esslingen am Neckar und Freiburg im Breisgau als Vorstufe einer Herberge. Hinter entsprechenden Bemühungen standen nach späterer Überlieferung die Herzöge von Teck, doch auch die Grafen von Sulz und die Herren von Zimmern sind als Förderer und Schützer anzunehmen. Im Jahre 1266 wurde der Predigerkonvent Rottweil von der Ordensprovinz Teutonia anerkannt. 1267 stellte Herzog Konradin von Schwaben den neuen Konvent unter den Schutz der Rottweiler Bürger. Albertus Magnus weilte 1268 bei den Rottweiler Predigern und stellte einen Ablassbrief für den Bau ihrer Klosterkirche aus, die 1282 geweiht worden sein soll und das Patrozinium St. Peter und Paul erhielt. 1303 ist im Rottweiler Predigerkloster ein "studium" belegt, auch eine zweite Bibliothek ist 1477 nachzuweisen. Der Konvent erwarb (im Vergleich zu anderen Klöstern) nur bescheidenen Besitz wie eine Badstube, Zehntrechte in Neufra und Göllsdorf, Fischrechte im Neckar und in der Schwarzach sowie Weinberge in Rottenburg und Schaffhausen. Der Rottweiler Lektor Bruder Kaspar wurde 1444 Kaplan des Herzog Albrechts VI. von Österreich.

### Blütezeit nach der Reformation
Wenige Jahre später war das Rottweiler Predigerkloster Hauptstützpunkt der altgläubigen Partei der Reichsstadt. Der Prior Georg Neudorffer beteiligte sich ab 1526 mit eigenen Schriften an der Auseinandersetzung mit dem Konstanzer Reformator Ambrosius Blarer, bis der Lesemeister des Klosters aus der Stadt verwiesen wurde.
Ab 1642 erholte sich der nur noch aus fünf Patres bestehende Konvent allmählich. Der Marschall von Frankreich Jean Baptiste Budes de Guébriant verstarb hier nach der Belagerung Rottweils an einer erlittenen Verwundung am 24. November 1643. Immer stärker wurden die Bruderschaften, vor allem das Wunder mit dem Gnadenbild von der Augenwende löste eine blühende Wallfahrt aus und hatte letztlich auch die 1739 einsetzende, barocke Erneuerung von Predigerkloster und zugehöriger Kirche zur Folge. Diese Arbeit oblag dem aus Rottweil stammenden Prior Hermenegild Linsenmann der mit Künstlern wie Joseph Wannenmacher und Meinrad von Aw zusammenarbeitete. Ab 1709 zählte der Rottweiler Predigerkonvent zur Ordensprovinz Saxonia.

### Auflösung
Nachdem württembergische Truppen Rottweil besetzt hatten, wurde den Dominikanern die Auflösung am 29. Dezember 1802 befohlen. Die Predigerkirche wurde umgehend geschlossen, das Gnadenbild der Muttergottes von der Augenwende in das Heilig Kreuz Münster übertragen. Das Kloster wurde bis zum 2. Januar 1803 verlassen. Noch im gleichen Jahr erfolgte die Ausräumung von Kirchenschätzen, Mobiliar und Bibliothek. Die Predigerkirche wurde 1806 evangelische Garnisonskirche und 1818 evangelische Stadtkirche und blieb in ihrem barocken Glanz weitgehend erhalten. Das Kloster diente zunächst dem württembergischen Militär, wurde 1827 Schule und mit seinen Resten im Jahr 1972 abgerissen. An seinem Platz steht heute das Dominikanermuseum, ein Zweigmuseum des Landesmuseums Württemberg.
2020 wurde vom Geschichts- und Altertumsverein Rottweil mit finanzieller Unterstützung des Landkreises Rottweil, des Zweckverbandes OEW und eines Privatmanns eine Musterpredigt über die Heiligen (1486) mit einem Eigentumsvermerk des Rottweiler Dominikanerklosters erworben. Das Handbuch der Predigtliteratur gehört zu 15 in Deutschland noch erhältlichen Exemplaren.